# Pycnogonum musaicum
Pycnogonum musaicum är en havsspindelart som beskrevs av Stock, J.H. 1994. Pycnogonum musaicum ingår i släktet Pycnogonum och familjen Pycnogonidae. Inga underarter finns listade i Catalogue of Life.